# フレッチャロッサ

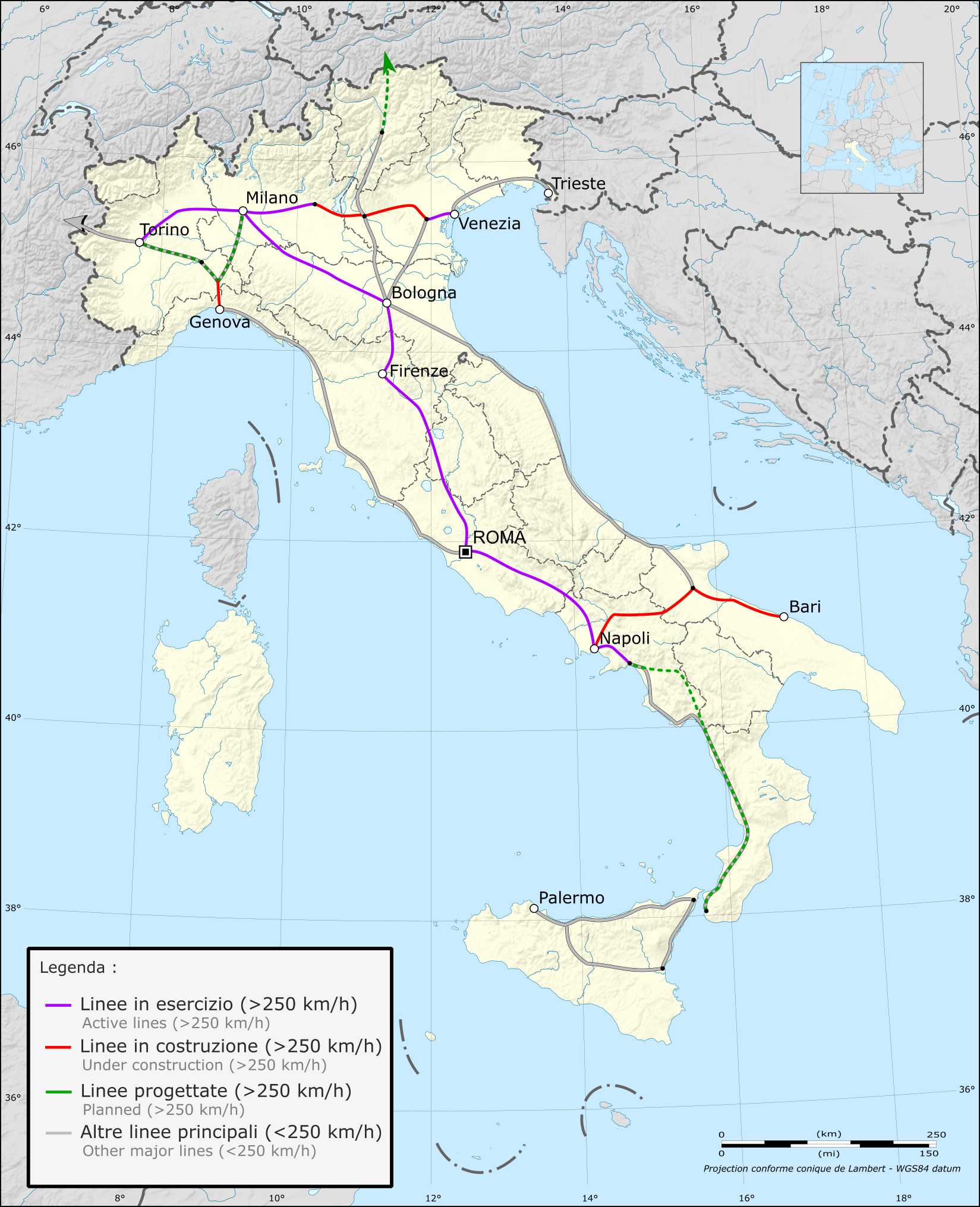
イタリア高速新線網

フレッチャロッサ（Frecciarossa/略称：FR）は、イタリアの鉄道会社トレニタリアが運行する高速列車の名称。ETR500を用い最高速度300km/hで走行する列車として2008年12月に初めて設定された。2012年6月には、それまで高速鉄道サービスとして展開していたユーロスター・イタリアを廃止し、フレッチャロッサとフレッチャルジェント（Frecciargento）の2つのカテゴリーに完全に振り分けた。2015年6月14日からは、新型車両ETR400を使用したフレッチャロッサ1000（Frecciarossa1000）が運行を開始した。
フレッチャロッサは『赤い矢』、フレッチャルジェントは『銀の矢』という意味の造語である。
2014年冬ダイヤでは、ローマ・テルミニ駅とミラノ中央駅をノンストップで結ぶ幹線系統に1時間に1本（1日19本）の列車が運行され、その一部はトリノとナポリまで延長運転されている列車もある。また、途中停車ありでミラノ中央駅とナポリ中央駅を結ぶ幹線系統も1時間に1本運行され、この列車は途中ボローニャ、フィレンツェ、ローマ・ティブルティーナ駅に停車する。
2014年冬ダイヤにおける各駅間の所要時間の例として、途中停車しないタイプである9614列車のローマ・テルミニ駅とミラノ中央駅間の所要時間は2時間55分である。

## 車両

### ETR500型電車

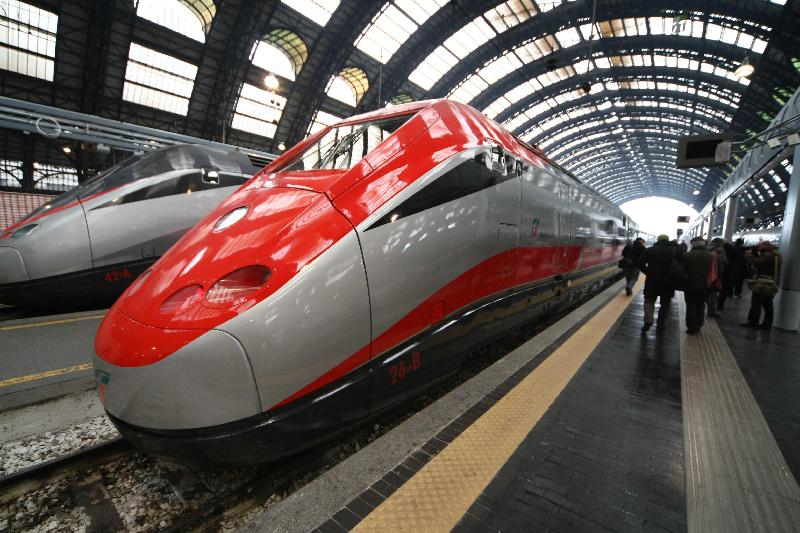
ETR500（初代フレッチャロッサ車両）

フレッチャロッサの運行開始時から使用されている車両で、最高速度は300km/h。11両編成で運行されている。
座席は4つのクラスが導入されており、上位よりエクゼクティブ、ビジネス、プレミアム、スタンダードである。エクゼクティブクラスの乗客には、飲み物や食事、新聞、雑誌が無料で提供され、ビジネス、プレミアムの各クラスの乗客にはウエルカム・ドリンク（飲み物と菓子）と新聞（13時まで）が無料で提供される。また、食堂車が連結されている。

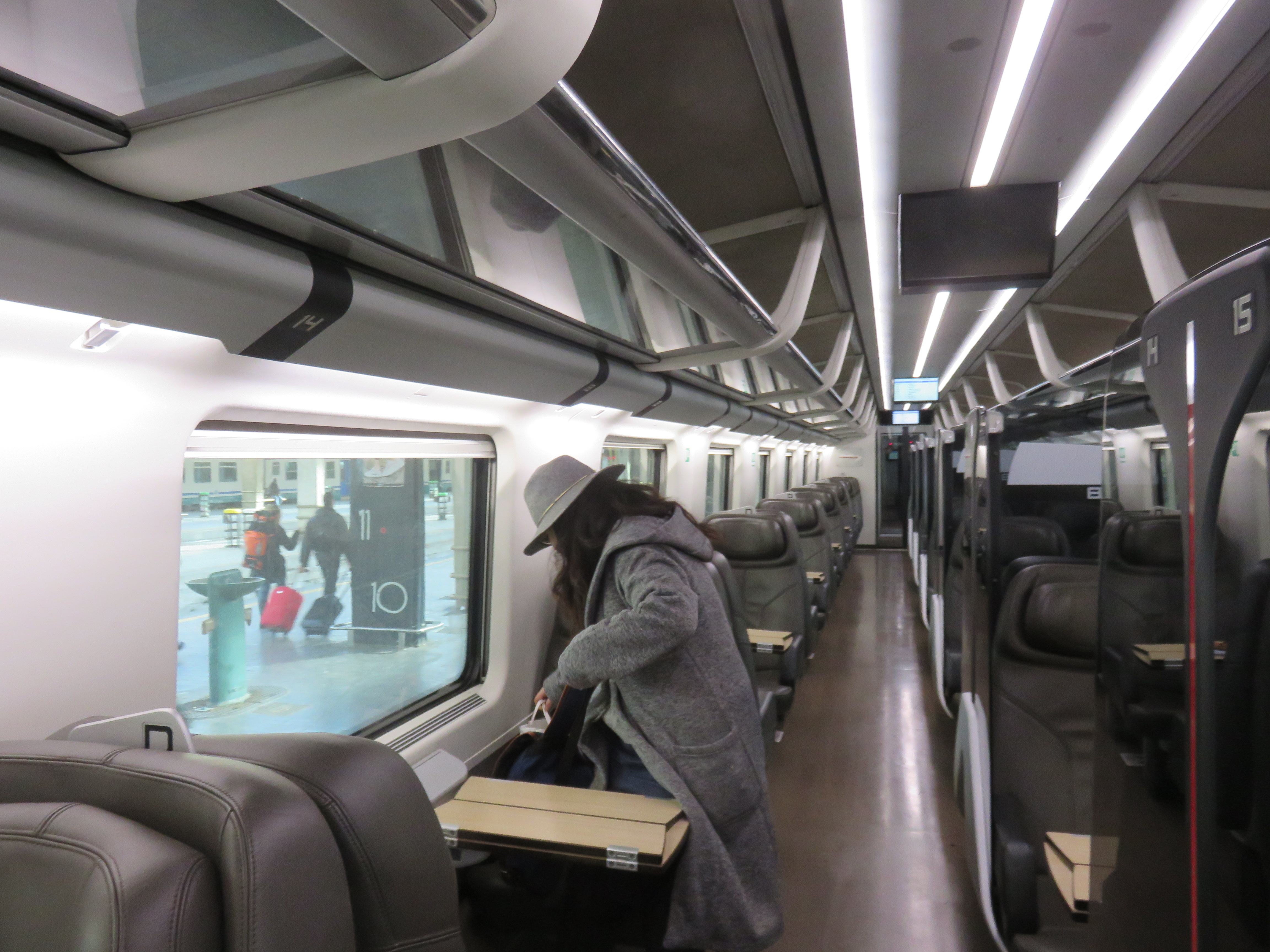
ETR500型ビジネスクラス車内(2017年2月)
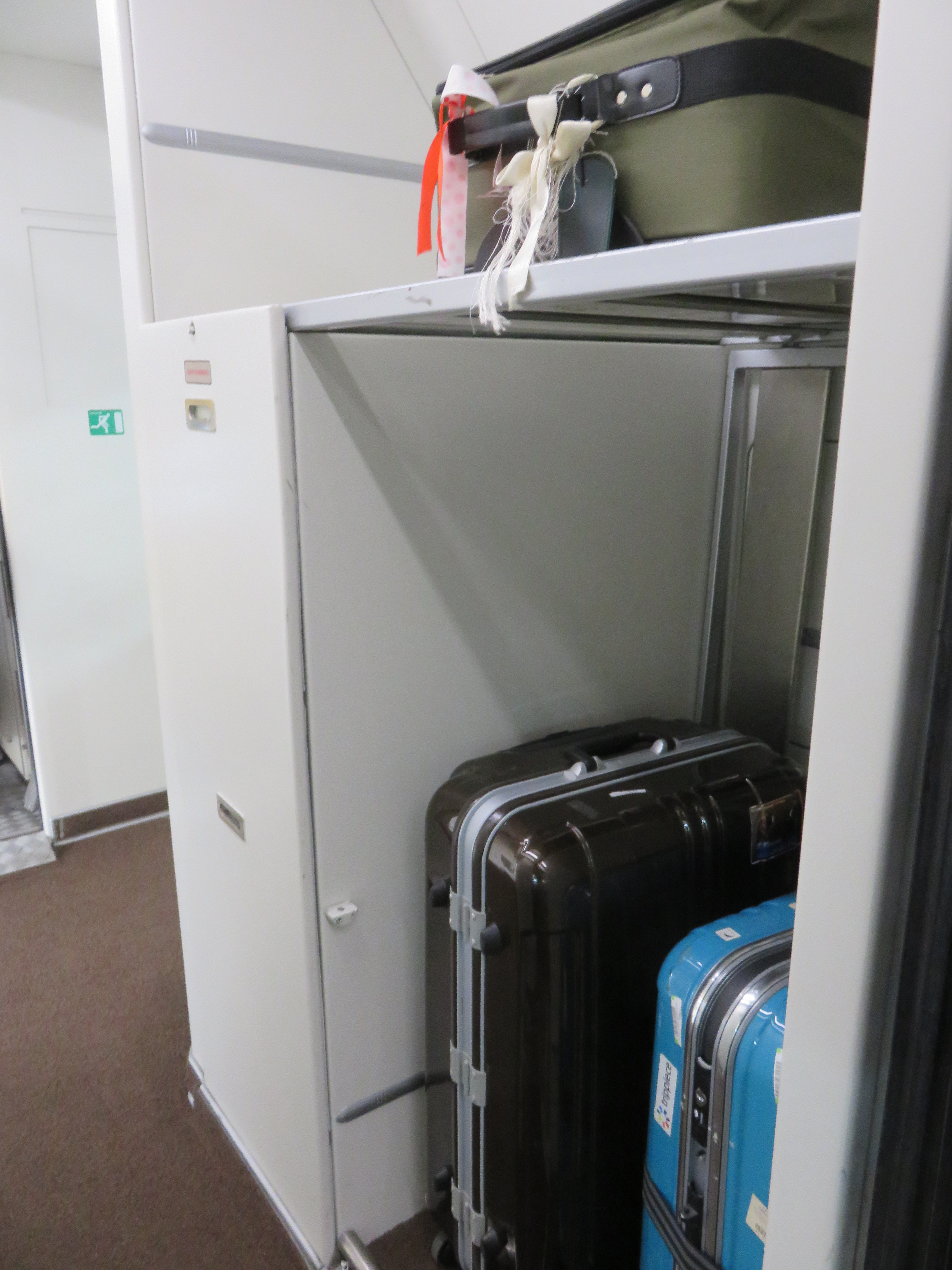
ETR500型のデッキ部に備え付けの荷物スペース(2017年2月)
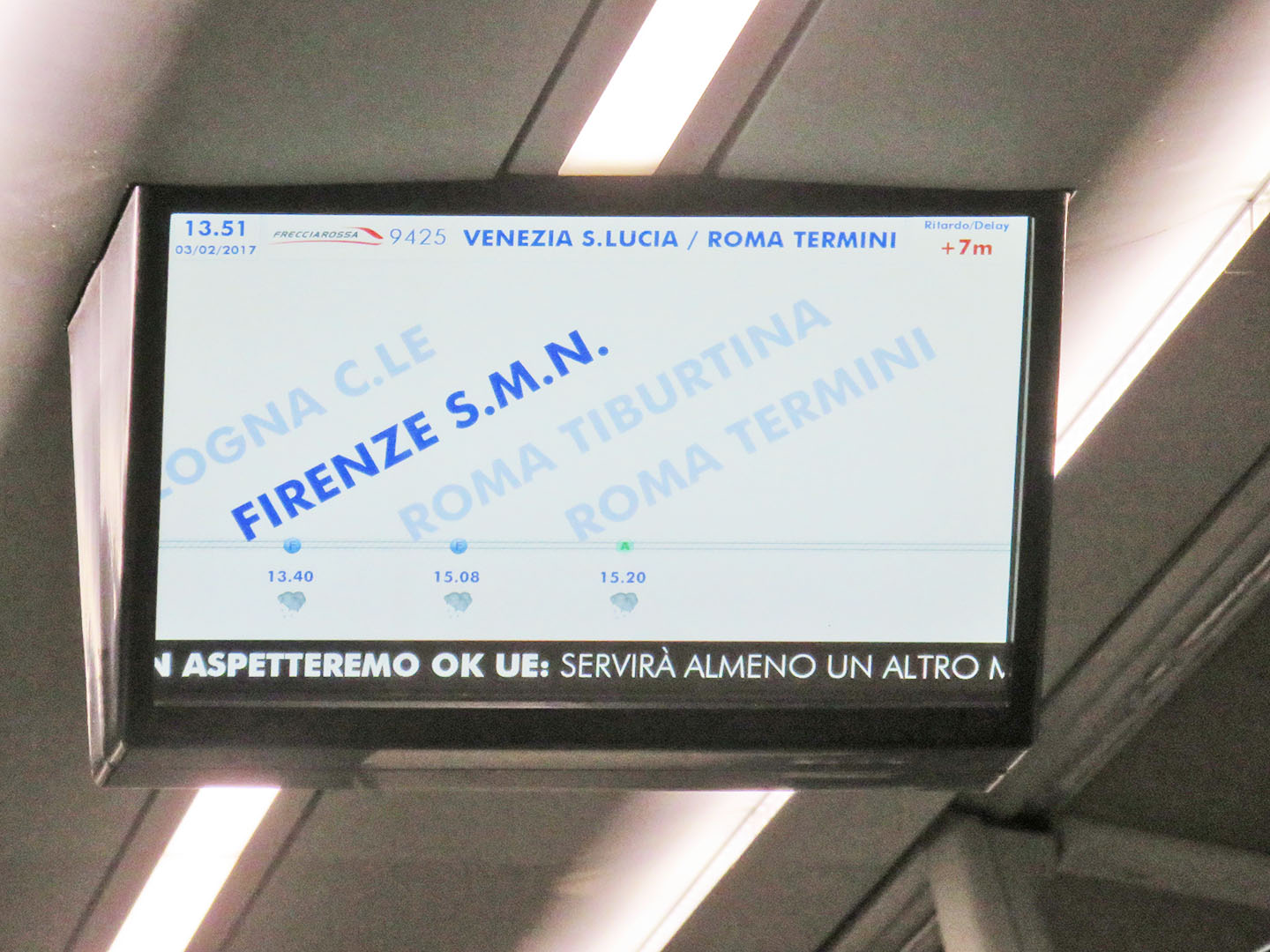
ETR500型の案内用ディスプレイ(2017年2月)

### ETR400型電車

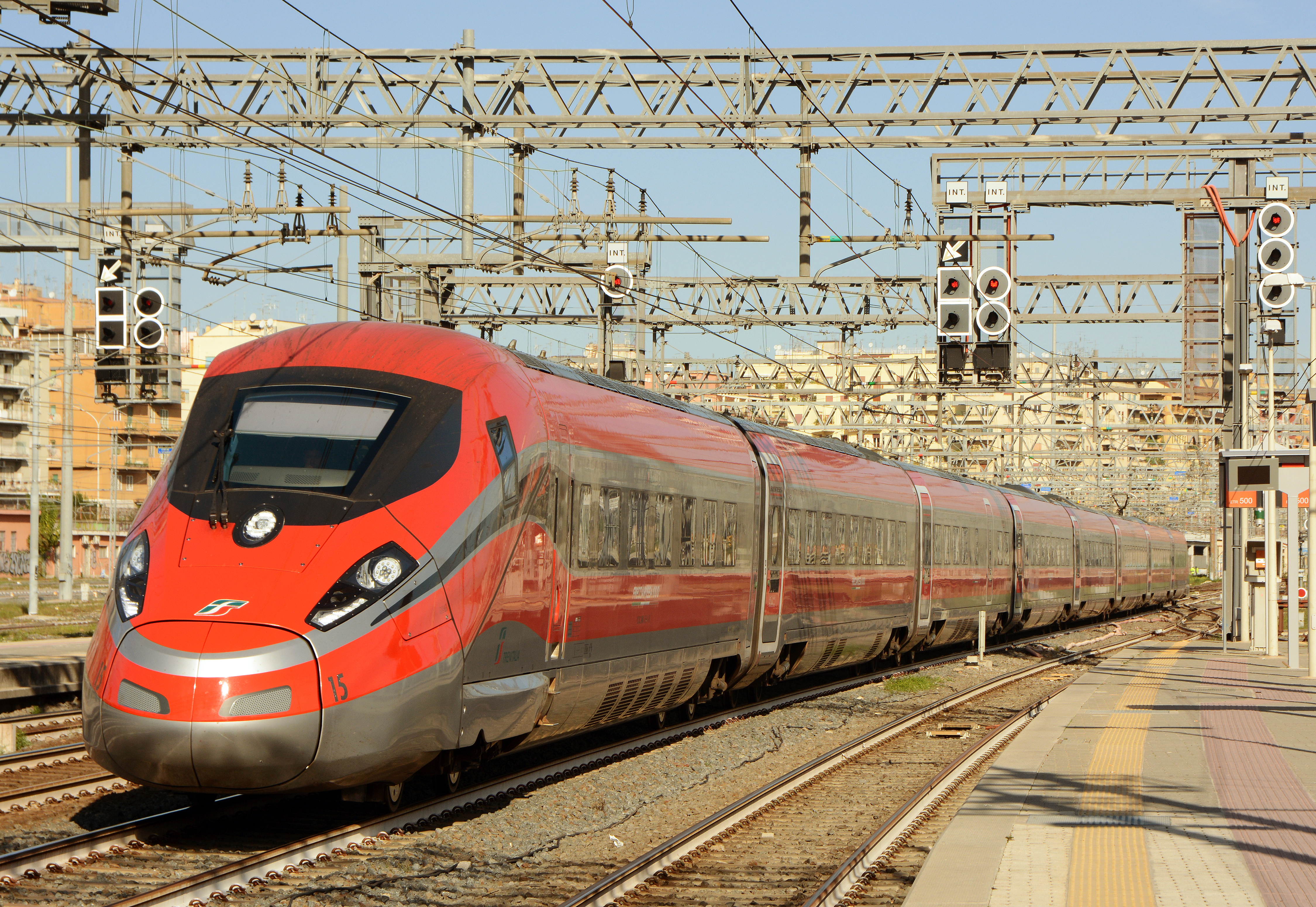
ETR400/1000（二代目フレッチャロッサ車両）

2015年から運行を開始した車両で、フレッチャロッサ1000、ETR1000とも呼ばれる。営業最高速度はETR500と同じく300km/hだが、将来は360km/hでの運行も視野に入れている。8両固定編成となっているが、2編成を繋げ16両編成で運行する場合もある。
座席はETR500と同じ4クラス制である。

## 運行区間
2025年現在は以下の区間で運行している。
- トリノ - ミラノ - レッジョ・エミリア - ボローニャ - フィレンツェ - ローマ - ナポリ - サレルノ
- トリノ - ミラノ - ブレシア - ヴェローナ - パドヴァ - ヴェネツィア - トリエステ
- ベルガモ - ブレシア - ヴェローナ - ボローニャ - フィレンツェ - ローマ
- トリノ - ミラノ - ブレシア - ヴェローナ - パドヴァ - ヴェネツィア - トレヴィーゾ -  ウーディネ
- ジェノヴァ - パヴィーア - ミラノ - ブレシア - ヴェローナ - パドヴァ - ヴェネツィア
- ヴェネツィア - パドヴァ - ボローニャ - フィレンツェ - ローマ - ナポリ - サレルノ
- ヴェネツィア - パドヴァ - ボローニャ - フィレンツェ - ローマ - フィウミチーノ空港
- トリノ - ミラノ - レッジョ・エミリア - ボローニャ - フィレンツェ - ローマ - ナポリ - サレルノ - ターラント
- トリノ - ミラノ - レッジョ・エミリア - ボローニャ - リミニ - ペーザロ - アンコーナ - ペスカーラ - バーリ - ブリンディジ - レッチェ
- ペルージャ - アレッツォ - フィレンツェ - ボローニャ - レッジョ・エミリア  - ミラノ - トリノ
- ヴェネツィア - パドヴァ - ボローニャ - フィレンツェ - ローマ - ナポリ - サレルノ - サプリ
- ナポリ - ローマ - フィレンツェ - ボローニャ - ミラノ - ブレシア
- ミラノ - トリノ - リヨン（フランス） - パリ（フランス）
- リヨン（フランス） - パリ（フランス）
- マルセイユ（フランス） - パリ（フランス）

## 事故
- 2020年2月6日、ミラノ中央駅発サレルノ駅行のフレッチャロッサ1000列車がローディ県リヴラーガ付近で脱線転覆し、運転士2人が死亡、乗客乗員計31人が怪我をした[4]。